# Knolduizendknoop
Knolduizendknoop of levendbarende duizendknoop (Polygonum viviparum) is een vaste plant die behoort tot de duizendknoopfamilie (Polygonaceae). Het is een plant die te vinden is tussen het gras, op stenige bodem en op moerasgrond. De plant komt van nature voor in het arctisch gebied en naar het zuiden toe in de Alpen, Karpaten, Pyreneeën, Kaukasus en het Tibetaans Hoogland op een hoogte van 1000 tot 3000 m.
De plant wordt 5–25 cm hoog, vormt een wortelstok en heeft een onvertakte stengel. De lancetvormige bladeren zijn 2–8 cm lang. Langs de stengel worden in de oksels van de bladschubben broedbolletjes gevormd, waaraan de plant de soortaanduiding viviparum te danken heeft. De plant vermeerdert zich hoofdzakelijk door deze broedbolletjes. De broedbolletjes worden door alpensneeuwhoenders gegeten.
De plant bloeit van mei tot augustus met 3–4 mm lange, witte tot rozerode bloemen, die in een aar staan.
De vrucht is een dopvrucht. Meestal wordt er geen of soms weinig zaad gevormd.

## Namen in andere talen
- Duits: Knöllchen-Knöterich
- Engels: Alpine Bistort, Serpent-grass, Viviparous bistort
- Frans: Renouée vivipare